# Željko Joksimović
Željko Joksimović (Servisch: Жељко Јоксимовић) (Valjevo, 20 april 1972) is een Servische zanger en componist. In 2004 vertegenwoordigde hij, samen met een ad-hocorkest, Servië en Montenegro op het Eurovisiesongfestival met het Servische lied Lane Moje. Hij won het festival Evropesma dat de kandidaat voor het land moest aanduiden, er werd enkel met televoting gewerkt.

## Biografie
Joksimović is zeer muzikaal en beheerst elf muziekinstrumenten. Al op twaalfjarige leeftijd won hij de eerste accordeonprijs van Europa in Parijs. In latere jaren won hij diverse internationale prijzen.
In 2006 was Joksimović de componist van de Bosnische inzending van het Eurovisiesongfestival 2006. Het lied, Lejla, vertolkt door Hari Mata Hari, eindigde in de finale uiteindelijk als 3e.
Op 21, 22 en 24 mei 2008 was Željko een van de presentatoren van het Eurovisiesongfestival 2008, dat na de Servische overwinning in 2007 gehouden werd in Belgrado. Tijdens dit festival had hij een opvallende dubbelrol, daar hij ook de componist was van de Servische inzending. Zijn lied Oro, vertolkt door Jelena Tomašević eindigde in de finale als 6de.
In 2012 werd Željko door de Servische omroep rechtstreeks aangeduid om zijn vaderland opnieuw op het Eurovisiesongfestival te vertegenwoordigen. Hij componeerde het lied Nije ljubav stvar en trad daarmee aan op het Eurovisiesongfestival 2012 in de Azerbeidzjaanse hoofdstad Bakoe. Hij werd tweede in de halve finale en eindigde derde in de finale.
In 2015 schreef hij mee aan de Montenegrijnse inzending van Knez, Adio.
Joksimović is getrouwd met Jovana Janković.

## Discografie

### Singles
| Single met eventuele hitnotering(en) in de Nederlandse Top 40 | Datum van verschijnen | Datum van binnenkomst | Hoogste positie | Aantal weken | Opmerkingen                 |
| ------------------------------------------------------------- | --------------------- | --------------------- | --------------- | ------------ | --------------------------- |
| Nije ljubav stvar                                             | 2012                  | -                     |                 |              | Nr. 88 in de Single Top 100 |

| Single met hitnotering(en) in de Vlaamse Ultratop 50 | Datum van verschijnen | Datum van binnenkomst | Hoogste positie | Aantal weken | Opmerkingen |
| ---------------------------------------------------- | --------------------- | --------------------- | --------------- | ------------ | ----------- |
| Nije ljubav stvar                                    | 2012                  | 02-06-2012            | tip50*          |              |             |